# 폴리나 리피나
폴리나 리피나(1981년 ~ )은 KBS 미녀들의 수다에서 캐서린 베일리에 이어 두 번째  뉴질랜드 패널로 등장하였다. 최근 국내에서 열린 IS 만화대상 일러스트레이션 부문에서 2위를 하기도 했다.

## 방송
- KBS2《미녀들의 수다》(2008년)
- KBS joy《미녀들의 1박 2일》(2009년)
- 대전MBC《이야기쇼 타임워프》

## 서적
- 《어디어디 있나》(ISBN 9788966920778)